# A Casa de Alice
A Casa de Alice é um filme brasileiro, do gênero drama, dirigido por Chico Teixeira. O filme foi lançado em novembro de 2007, na mostra Panorama do Festival Internacional de Cinema de Berlim

## Sinopse
Alice (Carla Ribas) é uma manicure que tem em torno de 40 anos e está com a vida estagnada. Ela mora na periferia da cidade de São Paulo com seu marido e seus três filhos. Ao lado da família, tenta levar a vida do melhor jeito possível ao enfrentar os problemas do dia-a-dia. Alice sabe que o marido encontra outras mulheres, mas releva porque também sai com outros homens.

## Elenco
- Carla Ribas -  Alice
- Zecarlos Machado - Lindomar
- Luciano Quirino -  Nilson
- Vinicius Zinn -  Lucas
- Claudio Jaborandy -  Ivanildo
- Berta Zemel - Dona Jacira
- Ricardo Vilaça - Edinho
- Felipe Massuia - Junior
- Mariana Leighton - Thais
- Renata Zhaneta - Carmem
- Elias Andreato - Seu Gabriel